# Фустібал
Фустібал (лат. fustibalus) — середньовічна ручна метальна зброя, призначена для метання каменів вагою до 0,5 кг.

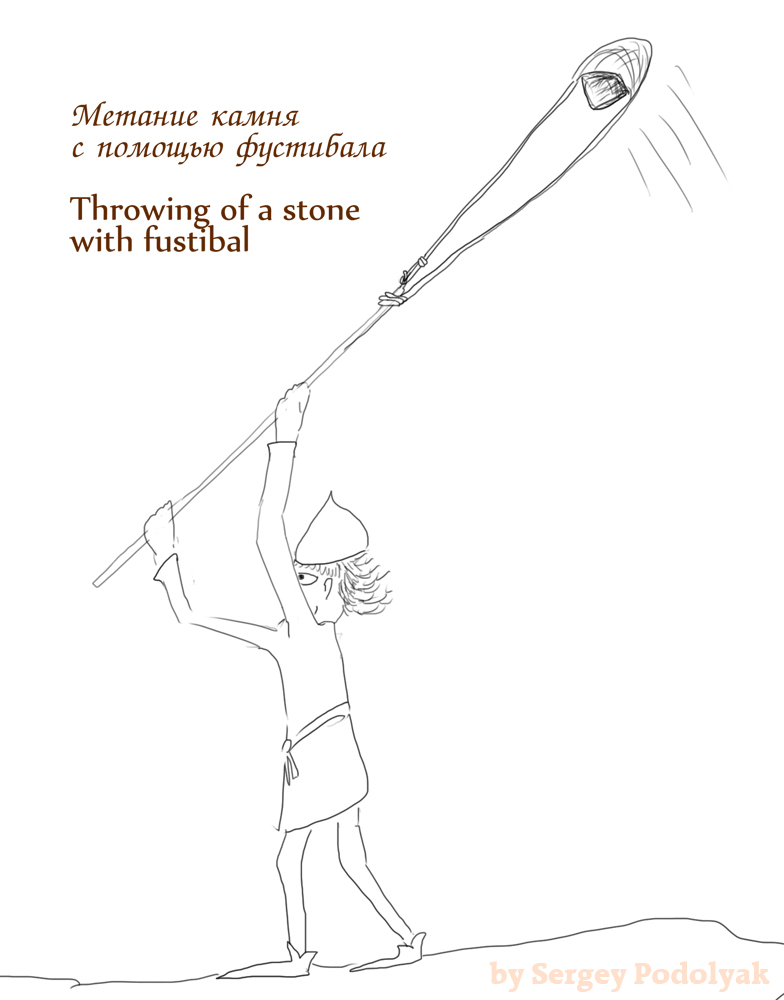
Використання фустібала

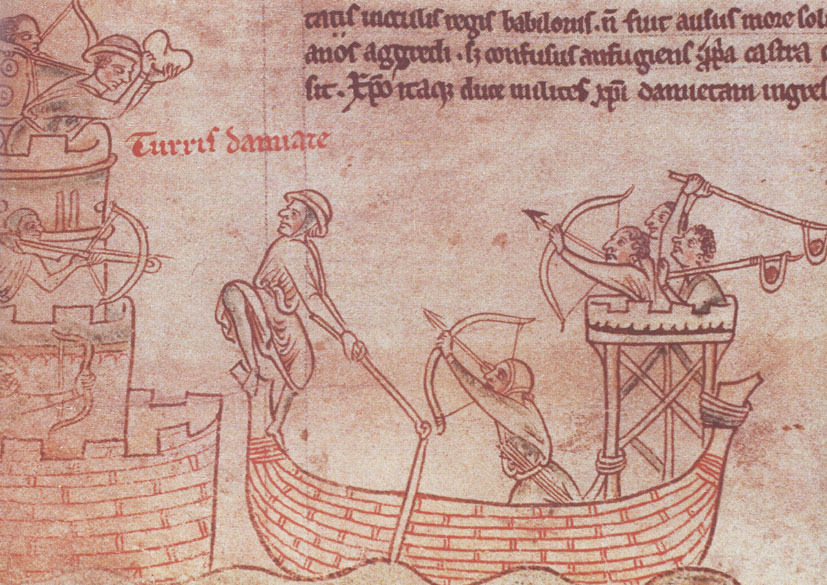
Середньовічне зображення фустібала

Фустібали застосовувалися під час облог фортець і в морських битвах. Найбільш ранні згадки відносяться IV століття н. е. найпізніші - до 14 століття.
Фустібал являв собою пращу, прикріплену до довгої палиці з метою збільшити розмах снаряда в пращі, збільшити початкову швидкість снаряда і дальність його польоту.
Надалі фустібал еволюціонував в станковий метальний агрегат, а далі в требушет.